# 哥德堡市鎮機場
哥德堡市鎮機場（瑞典語：Säve flygplats）是瑞典哥德堡的第二大國際機場，由哥德堡市鎮機場有限公司（Cityflygplatsen i Göteborg AB）營運。它位於哥德堡市中心西北14公里的希辛延島（Hisingen）上。
瑞安航空在2001年遷入前，此機場每年載客量為9000人次；然而在2007年，超過700000人使用這機場，成為瑞典第八大機場。雖然它主要為廉價航空公司使用，但由於它比起哥德堡的主要機場（蘭德維特機場）更接近市區，所以很多商務噴射機都選擇飛往市鎮機場而非蘭德維特機場。
哥德堡市鎮機場可容納一架波音767、一架空中巴士A320或更小型飛機。除了商業航空公司之外，一些救援服務隊（如瑞典海岸警衛隊），和兩家飛行俱樂部（哥德堡飛行俱樂部和查爾摩斯飛行俱樂部）都會使用這機場。

## 地面運輸
來往巴士和火車總站的機場巴士服務，對應瑞安航空和維兹航空的航班而開出，車程約30分鐘。此外，也可使用計程車或租車服務來往機場。

## 歷史
1940年，一個名為Säve的空軍基地在此地建造，直至1969年關閉。1977年，托斯蘭達機場關閉，預定航空遷至蘭德維特機場，而一般的
航空則遷至Säve。1984年，跑道進行改善和延展工程，以容納更大型商用客機。2001年，Säve機場易名為市鎮機場，而瑞安航空也在此開始經營往倫敦的航班。

## 航空公司和航點
- Flexflight（Læsø）
- 瑞安航空（阿利坎特、都柏林、赫羅納、格拉斯哥—普雷斯蒂克、法蘭克福—哈恩、倫敦—坦斯特德、馬德里、馬賽、米蘭—貝爾加莫、薩爾茨堡）
- 維茲航空（布達佩斯、格但斯克、華沙）